# Góndor

Escut de Góndor

Góndor és una regió de la Terra Mitjana, dins l'univers fantàstic creat per J. R. R. Tolkien, on es desenvolupa la major part de la trama de la seva obra literària El Senyor dels Anells.
Góndor era un reialme Dúnedain fundat per Ísildur i Anàrion, fills d'Eléndil, després de la caiguda de Númenor. Àrnor n'era el reialme germà al nord, fundat pel mateix Eléndil.
Góndor es troba a l'oest de Mórdor, a la Badia de Belfalas.
El seu nom significa Terra de pedra, del síndarin gond (pedra) + (n)dor (terra), molt probablement per la presència de les Ered Nimrais (Muntanyes Blanques) i altres serralades. Ondonórë és l'hipotètic nom quenya de Góndor.
Juntament amb Àrnor, formen el que es coneix com el Reialme dels Dúnedain a l'exili.

## Història

### Els primers anys de Góndor
Abans de la caiguda de Númenor, la població indígena va ser arraconada als espais marginals d'aquelles terres (com a Ras Morthil), quan no es va mesclar amb els colons numenoreans que s'establien a la costa. Segons algunes persones, les terres que esdevindrien Góndor tenien una població superior a la d'Èriador, abans de l'arribada dels fills d'Eléndil. En el moment de la caiguda de Númenor, Pelargir ja era una ciutat portuària important, a la ribera de l'Ànduin.
Amb la caiguda de Númenor la gent d'Eléndil fou molt ben acollida pels colonitzadors numenoreans precedents, però quan Eléndil reclamà el tron, la gent al nord de l'Ànduin l'acceptà de bon grat, mentre que els nous colons de les terres meridionals el refusaren.
La fundació de Góndor s'esdevingué després d'aquesta divisió, de forma que les colònies meridionals (com Úmbar) romangueren enemigues del poble d'Eléndil.
Els exiliats construïren Minas Anor, torre del sol, ciutat d'Anàrion; Minas Ithil contra Mórdor, torre de la lluna, ciutat d'Ísildur, on fou plantat l'arbre blanc; i Òrthanc, on es diposità el quart palantir.
Al final de la Segona Edat, en Sàuron retornà a Mórdor i llança una guerra contra Góndor. Capturà Minas Ithil i cremà l'arbre blanc, però l'Ísildur escapà amb la seva família cap a Àrnor, a la recerca d'ajuda, mentre el seu germà Anàrion defensava Góndor. L'Isíldur tornà a Góndor amb els exèrcits de la Darrera aliança d'homes i elfs, comandats per en Gil-Galad i l'Eléndil, i amb l'objectiu de vèncer en Sàuron definitivament. Tot i foragitar en Sàuron durant molt temps, aquest tornaria a turmentar els regnes dels descendents de Númenor al llarg de la Tercera Edat.

#### Góndor prospera
A partir de la desfeta d'en Sàuron, Góndor s'erigeix com el vigilant de Mórdor. Amb la mort al camp de batalla d'Eléndil i del seu fill Anàrion, l'Ísildur s'erigí com a rei de Góndor i marxà cap a Àrnor per assumir-ne també el tron del seu pare. Però durant el viatge, els orcs assassinaren l'Ísildur i els seus tres fills grans, deixant un buit de poder al tron de Góndor que desestabilitzaria políticament el reialme i esdevindria desastrós per a Àrnor.
No obstant això, s'obrí un període de pau a Góndor, fins a les primeres invasions dels pobles orientals, l'any 492 T.E. La guerra defensiva culminà amb la victòria gondoreana i la conquesta de terres més enllà de l'Ànduin.

#### L'edat d'or de Góndor
Góndor assolí el seu apogeu en el període del 840 al 1149 de la Tercera Edat, durant els regnes de Tarannon Falastur, Eärnil I, Tarannon Ciryandil i Hyarmendacil I.
Fou durant el regnat d'Hyarmendacil I (1015-1149 T.E.) que Góndor assolí el seu punt més àlgid, després d'una gran guerra contra els numenoreans negres d'Úmbar. Els dominis de Góndor assolien el Mar de Rhûn a l'est, el port d'Úmbar al sud, el Bosc Llobregós al nord i les terres d'Àrnor a l'oest.
A partir d'aleshores, els reis gondoreans s'acomodaren en la defensa dels seus dominis, provocant un lent declivi que duraria fins a 2.000 anys.

### Els Senescals de Góndor

#### El govern dels senescals
Després de la desaparició d'Eärnur, fill d'Eärnil, sense proves de la seva mort i sense que cap dels pretendents a la successió recollís prou suport, Góndor passa a ser governada per una llarga nissaga de senescals.
Tots els senescals governants de Góndor, en prendre possessió de llur càrrec, havien de jurar retornar el tron al seu hereu legítim. Amb els pas del temps però, els senescals consideraren aquest jurament com una simple formalitat.
Durant la Guerra de l'Anell, el senescal de Góndor Dénethor II, pare d'en Bóromir i d'en Fàramir, refusà retornar el tron al seu hereu legítim, l'Àragorn, quan en Gàndalf li ho requerí. Però la seva mort significà la fi dels senescals governants de Góndor, atès que en Fàramir, el seu successor, reconegué la legitimitat de l'Àragorn com a rei i exercí com a Senescal a les ordres del seu rei.

#### Círion i Éorl
L'any 2510 de la Tercera Edat, sota la regència del Senescal Círion, Góndor afrontà un dels seus episodis més perillosos: els atacs d'una tribu d'orientalencs: els Balchoth (Balc + Hoth). Els exèrcits de Góndor foren aïllats de Minas Tirith i acorralats als marges del Limclar.
Desesperadament, Góndor demanà el suport dels éothéod, una tribu que vivia a les valls septentrionals de l'Ànduin, sense esperar realment que els missatgers enviats assolissin llur destinació. Però quan els exèrcits de Góndor es trobaven en una situació crítica, l'arribada dels éohtéod capgirà el destí de la batalla dels camps de Celebrant, donant la victòria al bàndol gondoreà. En reconeixement, Góndor oferí als éothéod els camps de Calenardhon, on establiren el reialme de Ròhan, amb Éorl com el seu primer rei. El jurament d'Éorl a Círion, el Senescal de Góndor, segellà una aliança permanent entre els dos pobles, que seria transcendental en el desenllaç de la Guerra de l'Anell.

## La Guerra de l'Anell
L'any 3019 de la tercera edat, durant la Guerra de l'Anell, Góndor afrontà un atac massiu de Mórdor sobre la seva capital, Minas Tirith, a la batalla dels Camps de Pelènnor. A un pas de la derrota, els róhirrim decantaren, una vegada més, la balança del costat gondoreà.
Després de la segona i definitiva desfeta de Sáuron, es restaurà la corona de Góndor amb el retorn del rei, i Àragorn II fou coronat com a rei del Regne Reunificat d'Àrnor i Góndor.
Fàramir, el darrer descendent dels senescals regents de Góndor fou nomenat senescal de Góndor, si bé no n'exercí la regència, i Príncep d'Ithílien, reconquerida a les forces de Mórdor.
Góndor, tal com apareix durant els esdeveniments de la guerra de l'anell (al voltant del 3019 de la tercera edat), s'ha comparat amb l'Imperi Romà d'Orient per diferents raons. Ambdós eren descendents de grans imperis, Roma i Númenor, alhora que representaren un bastió de la civilització contra la foscor que els envoltava durant períodes de relativa barbàrie.